# Chthonius paolettii
Chthonius paolettii är en spindeldjursart som beskrevs av Beier 1973. Chthonius paolettii ingår i släktet Chthonius och familjen käkklokrypare. Inga underarter finns listade i Catalogue of Life.